# Dodu
Dodu is een bestuurslaag in het regentschap Bima van de provincie West-Nusa Tenggara, Indonesië. Dodu telt 2681 inwoners (volkstelling 2010).